# Jan Žvejkal
Jan Žvejkal, též Johann Schweykal nebo Johann Schweikal (15. července 1783 Modřany – 8. května 1854 Praha) byl český zlatník, známý především jako autor cestopisu.

## Život
Narodil se v Modřanech (pokřtěn ve Zbraslavi) Janu Žvejkalovi a jeho manželce Dorotě. V letech 1793–1799 se v Praze vyučil zlatníkem, mistrovskou zkoušku zde složil 26. září 1815. Oženil se roku 1808 s Kateřinou Spurnou (1789–1868), s níž měl mj. syna Jana Josefa (1814 – po 1850), který se rovněž vyučil zlatníkem a provozoval praxi na Starém Městě, a tři dcery (Marie, Karolina, Magdalena). Představoval cestovatele z obyčejné řemeslnické vrstvy. Na cestování si (nedostatečně) vydělával svou živností.

## Cestovatelství
Podnikl tři cesty do Svaté země, ovšem tohoto cíle dosáhl až naposledy. Putoval letech 1818–1822, 1827–1829 a 1831–1833. Při první si sice vytyčil cíl Svatou zemi, ale vydal se tam okruhem přes středoevropská poutní místa – slezské Vambeřice, Vídeň, Magdeburk, Berlín, Kolín nad Rýnem, Cáchy, Brusel a odtud putoval do Valencie a přes Paříž do Itálie, kde cestu musel přerušit a vrátit se. Při druhé cestě dorazil až do Cařihradu, další cestu zmařila ruská intervence. Naposledy vyrazil v prosinci 1831 a kýženého cíle dosáhl roku 1832. V Palestině pracoval sedm měsíců jako zlatník a v listopadu 1833 se vrátil do Prahy. Nebyl schopen se uživit a musel být podporován zlatnickým cechem
V roce 1844 vyšel jeho cestopis shrnující všechny tři cesty Popsání trojích cest po pevné zemi a po moři v Evropě, Asii a Africe r. 1818–33 vykonaných ve spolupráci s Václavem Krolmusem, který byl autorem předmluvy.